# پزشک آنلاین
پزشک آنلاین اصطلاحی است که در طول دهه ۲۰۰۰ بوجود آمد، هم رسانه‌ها و هم دانشگاهیان از آن برای توصیف نسلی از پزشکان و درمانگران سلامت استفاده می‌کنند که مراقبت‌های بهداشتی، از جمله تجویز نسخه‌های دارویی را از طریق اینترنت ارائه می‌دهند.